# ベバントロール
ベバントロール(Bevantolol)は、狭心症及び高血圧の治療薬候補で、交感神経β受容体遮断薬とカルシウム拮抗剤の両方の作用を持つ。ワーナー・ランバートにより発見、開発されたが、1989年1月にw:New Drug Applicationから撤回された。会長は、「誰が30番目のβブロッカーを必要とするだろうか」と述べた。2016年時点でイギリス、アメリカ合衆国、ヨーロッパのどこでも市販されておらず、コクランレビューの著者らはベバントロールに関する製品モノグラフを見つけることができなかった。